# Талліннське балетне училище
Талліннське балетне училище — хореографічний навчальний заклад створений у 1946 році при Естонському оперному театрі. До 1959 року називалася Естонським національним хореографічним училищем; у 1959—1992 роках — Таллінським хореографічним училищем; з 1992 року — сучасна назва. Розташовувалося за адресою: Таллінн, Тоом-Коолі, 11. Період навчання складав 8 років.
Навесні 2022 року школа припинила свою роботу, об'єднавшись в один навчальний заклад із Талліннською музичною середньою школою і Талліннським музичним училищем імені Георга Отса у Талліннське музичне і балетне училище.
Педагогами училища були Є. Ізерович, Артур Койт, В. Киллу, Н. Курвітс, Л. Леетма, 3. Сілла, Надія Таарна, А. Екстон та інші; художнім керівником працював Аймі Херкюл, директором — В. Лоо.
Випускники працювали у театрах «Естонія», «Ванемуйне». Серед них: Гейно Аассалу, І. Арро, Світлана Балоян, В. Вороніна, Юло Вілімаа, Е. Керге, Т. Коптелков (Сооне), Сайма Краніг, Ю. Ласе, В. Лоо, Ю. Лехісте Тео Майсте, Май Мурдмаа, Е. Нефф, Є. Позняк, Тійу Рандвійр, Л. Синцова, А. Удовенко, Юлле Улла, Ольга Чичерова, Д. Шур та інші.